# Чарльз Фрімантл
Чарльз Хоу Фрімантл, GCB (1 червня 1800 — 25 травня 1869) — офіцер Королівського флоту Великої Британії. Місто Фрімантл у Західній Австралії названо на його честь.

## Ранні роки
Фрімантл був другим сином Томаса Фрімантла, соратника Гораціо Нельсона, та дружини Фрімантла, Елізабет, яка вела щоденник. Його друге ім'я, Хоу, походить від дати його народження: річниці перемоги лорда Хоу над французами в Славний перший червень 1794 року.

## Кар'єра
Фрімантл приєднався до [Військово-морські сили Великої Британії|Королівського флоту]] в 1812 році та пройшов шлях службовими сходами на кількох суднах. З 1818 по 1819 рік він служив на флагманському кораблі свого батька в Середземноморському флоті.
У 1824 році Фрімантл отримав першу золоту медаль за хоробрість від новоствореного Королівського національного інституту порятунку життя на морі, пізніше Королівського національного інституту рятувальних шлюпок, за спробу порятунку в Уайтпіті біля Крайстчерча, Дорсет .
У квітні 1826 року Фрімантла звинуватили у зґвалтуванні 15-річної дівчини. Його сім'я, як кажуть, підкупила свідків і натиснула на судову систему, щоб уникнути скандалу. Потім він почав «грумінг» ще 10 дівчат віком до 18 років, його сім'я заперечувала всі звинувачення.

## Колонія Свон-Рівер
У серпні 1826 року Фрімантл отримав звання капітана, а в 1828 році прийняв командування 26-гарматним фрегатом HMS Challenger і був відправлений заявити права на західне узбережжя Австралії для Сполученого Королівства. HMS Challenger був відправлений Адміралтейством з мису Доброї Надії 20 березня 1829 року
}}
, став на якір у Кокберн-Саунд 27 квітня і наступного дня висадився на острів Гарден. 2 травня він підняв британський прапор на південному краю гирла річки Свон і офіційно заволодів від імені Його Величності короля Георга IV «усією тією частиною Нової Голландії (Австралії), яка не входить до складу території Нового Південного Уельсу».
Призначений лейтенант-губернатор Джеймс Стерлінг прибув до Кокберн-Саунд, Західна Австралія, 2 червня на борту найнятого транспортного барка «Пармелія». Він привіз свою сім'ю та інших бажаючих поселенців, чисельністю 69 осіб, для заснування колонії на річці Свон. 8 червня до них приєднався військовий загін із близько 56 офіцерів і солдатів, які висадилися з корабля-консорту HMS Sulphur. 17 червня Стерлінг зачитав довірену особу, що підтверджувала попередню заяву Фрімантла. Ці іммігранти, разом із Фредерік Таун (зараз Олбані), напів-ексклавним військовим форпостом Нового Південного Уельсу, створеним двома роками раніше, започаткували історію Західної Австралії як британської колонії, а потім як штату федеративної Австралії.

## Тринкомалі
Фрімантл покинув колонію Свон-Рівер 28 серпня 1829 року, прямуючи до британської бази в Тринкомалі, Цейлон (нині Шрі-Ланка), де він базувався кілька років. Перебуваючи там, він відвідав багато місць, зокрема Коулун у Китаї, який він рекомендував як гарне місце для британського поселення. Британський уряд погодився, і острів Гонконг був заселений у 1841 році.
Повертаючись до Англії з Цейлону, Фрімантл у вересні 1832 року відвідав колонію Свон-Рівер на тиждень, але більше ніколи не повертався. У 1833 році він зупинився на острові Піткерн, де намагався вирішити суперечку щодо лідерства між Джошуа Гіллом і Джорджем Ханном Ноббсом. У 1843 році він отримав командування HMS Inconstant у Середземноморському флоті, а в 1847 році — HMS Albion, також у Середземномор'ї. Потім у 1853 році він став капітаном HMS Juno на Австралійській станції.

## Балаклава
Фрімантл служив контрадміралом, контролюючи морські транспортні перевезення з Балаклави під час Кримської війни. Згодом він став головнокомандувачем флоту Каналу в липні 1858 року та головнокомандувачем у Плімуті в 1863 році.

## Сімейне життя
Фрімантл одружився з Ізабеллою Веддерберн 8 жовтня 1836 року. У них було троє дітей:
- Емілі Каролін Александер (14 квітня 1838 — 10 лютого 1929), яка вийшла заміж за преподобного К. Л. Александера, ректора Стертон-бай-Брідж, Дербішир.
- Селія Елізабет МакНіл (8 жовтня 1840 — 15 лютого 1929), яка вийшла заміж за каноніка Е. А. МакНіла, вікарія церкви Святого Павла, Прінсес Парк, Ліверпуль.
- Луїза Френсіс Фрімантл (23 лютого 1843 — 20 березня 1909)

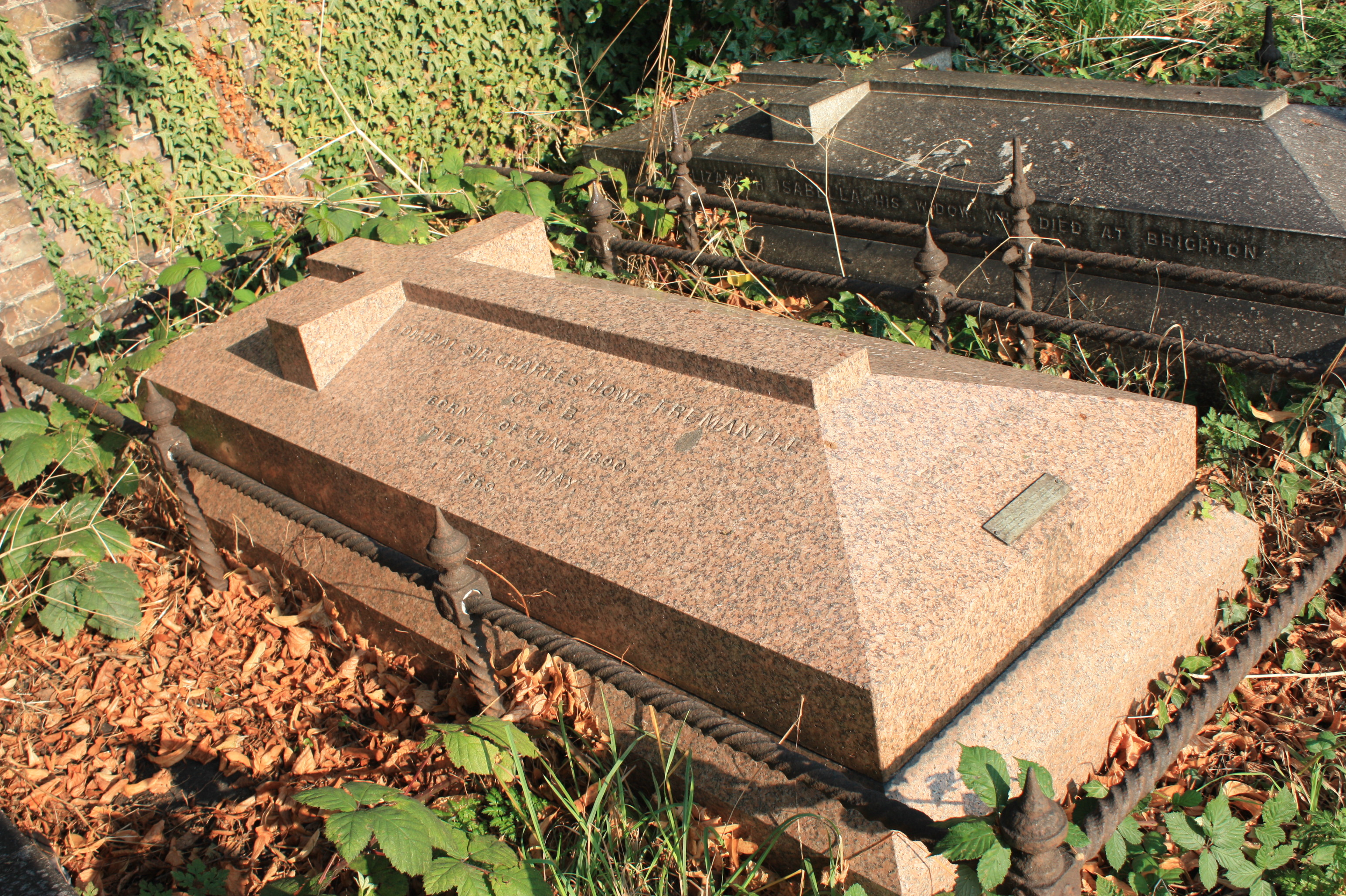
Могила Чарльза Хоу Фрімантла, кладовище Бромптон, Лондон

Фрімантл помер у 1869 році та похований на Бромптонському кладовищі в Лондоні. Могила знаходиться біля східної стіни, біля більш помітного пам'ятника політику Девіду Лайону.